# Cintawargi
Cintawargi is een bestuurslaag in het regentschap Karawang van de provincie West-Java, Indonesië. Cintawargi telt 3904 inwoners (volkstelling 2010).